# Thalictrum siamense
Thalictrum siamense är en ranunkelväxtart som beskrevs av Daisuke Shimizu. Thalictrum siamense ingår i släktet rutor, och familjen ranunkelväxter. Utöver nominatformen finns också underarten T. s. longicarpum.